# Wodensthrone
A Wodensthrone egy angol atmoszferikus folk metal/black metal/pagan metal együttes volt 2005 és 2016 között.

## Története
2005-ben alakultak Sunderlandben, az eredeti felállás a következő volt: Brundruf, Wildebryd, Gerádwine és Hréowsian. Először egy split lemezt jelentettek meg a "Niroth" zenekarral. 2008-ban egy újabb split lemezt dobtak  piacra, a "Folkvang"gal. 2009-ben jelentették meg első nagylemezüket. Ez felkeltette a Candlelight Records figyelmét. 2012-es második és utolsó nagylemezüket ők dobták piacra. Wildebryd gitáros/alapító tag 2016-ban elhagyta a zenekart, így a tagok úgy döntöttek, nem folytatják nélküle. Így ebben az évben az együttes feloszlott.

## Tagok
- Rædwalh - gitár, ének
- Árfæst - billentyűk
- Gerádwine - basszusgitár
- Hréowsian - dob, ütős hangszerek

## Korábbi tagok
- Wildebryd - gitár, ének
- Brunwulf - ének
- Ædelwalh - szintetizátor, ének
- Eldbeorn - gitár

## Diszkográfia
- Wodensthrone/Niroth (split lemez, 2006)
- Over the Binding of the Waves (Wodensthrone/Folkvang split lemez, 2008)
- Loss (album, 2009)
- Curse (album, 2012)